# Хикори (Мисисипи)
Хикори (енгл. Hickory) град је у америчкој савезној држави Мисисипи.

## Демографија
По попису из 2010. године број становника је 530, што је 31 (6,2%) становника више него 2000. године.
| Група             | 2000.       | 2010.       |
| Белци             | 215 (43,1%) | 252 (47,5%) |
| Афроамериканци    | 275 (55,1%) | 258 (48,7%) |
| Азијати           | 0 (0,0%)    | 0 (0,0%)    |
| Хиспаноамериканци | 3 (0,6%)    | 16 (3,0%)   |
| Укупно            | 499         | 530         |